# Nová Hradečná
Nová Hradečná là một làng thuộc huyện Olomouc, vùng Olomoucký, Cộng hòa Séc.